# ドムス
ドムス（domus）は、ラテン語で家屋または家庭を意味する。古代ローマでは、共和政ローマとローマ帝国の時代に上流階級および中流階級の自由民が住んだ住宅を指した。ローマの版図の主要な都市に広く分布していた。近代英語の "domestic"（家庭の） はこの「ドムス」が語源である。裕福なローマ人は都市にあるドムスのほかに、郊外や領地にヴィッラと呼ばれるカントリー・ハウスを所有していた。特に時代が下るとヴィッラに定住するローマ人が増え、ヴィッラは大きくなっていき、周囲に壁を築いて城塞都市化していった。
こうして4世紀以降都市部のドムスから地方の自給自足の荘園を備えたヴィッラに地主市民である富裕層の人口が吸収されることで都市の商工業は衰退し、司教座や大司教座の置かれた限られた都市以外は拠点防御のための城砦になり果てた
。
古代ローマのエリート階級の人々は、住居に凝った大理石の装飾を施し、大理石のパネルやドア枠や円柱を使い、高価な絵画やフレスコ画を飾った。下層階級のローマ人はごみごみし汚れた狭い賃貸集合住宅インスラに住んでいた。この多層集合住宅は可能な限り階を重ねて建てられ、ドムスに比べれば遥かに質素だった。

## 歴史
ローマ人以前のエトルリア人の住居は、上流階級であっても簡素なものだった。それらは狭く、中央のホールの頂上に天窓が開いている設計だった。ウェスタ神はかまどの神であり、その礼拝は各家庭で始まったと考えられることから、ウェスタ神殿の形状はそういった古い住居の形状になっていると考えられている。エトルリア人の住居は草葺き屋根で、暖炉の煙を逃がすように中央に穴があり、全体的に泥と木材で作られていた。この構造がアトリウムの起源とされている。ローマが貿易と征服で繁栄するにつれて、裕福なローマ人の住居は徐々に大きく贅沢になっていき、エトルリア人のアトリウムとギリシア人のペリスタイルを取り入れるようになっていった。

## 内部

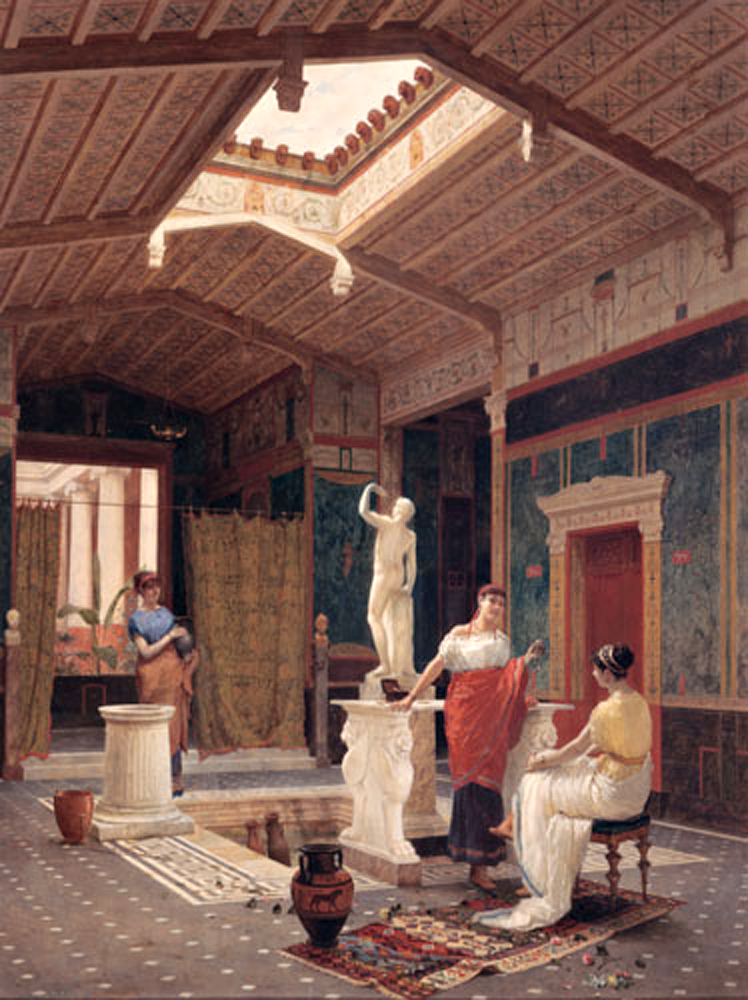
ポンペイのドムスのアトリウム

ドムスには複数の部屋があり、建物に囲まれた方庭や庭園があり、精巧な壁画で飾られていた。玄関ホール (vestibulum) から中央の大ホールであるアトリウムに入ると、家の守り神の祭壇がそこにある。アトリウムの周囲には、寝室 (cubicula)、客が長いすにもたれてディナーをとることができるダイニングルーム (トリクリニウム)、タブリーヌム（リビングルームまたは書斎）、タベルナ（表通りに面した店舗スペース）がある。
ローマ帝国のどの都市でも、裕福な人の住居には外壁にほとんど窓がない。ガラスを窓に使えるのはもっと後のことであり、ガラスの生産は始まったばかりだった。そのため、裕福なローマ市民の大きな住居は、タブリーヌムまたは通路を通して2つの部分に分かれていた。
家族を侵入者から守るため、通りに面した部分は入り口を除いて全て壁で囲まれており、その中に全ての部屋と居住空間と庭があった。
アトリウムの周囲にはその家の主人の家族のための部屋として、寝室、タブリーヌム（リビングまたは書斎）、トリクリニウム（ダイニング）が並んでいた。ローマの住居はギリシアの住居に似ていた。ポンペイの有力氏族のアトリウムからは2つの物体しか見つかっていない。1つは家族の大切なものをしまってあった青銅製の小さな箱で、もう1つは家の守り神ラレースを祭った小さな祭壇ララリウムである。主寝室には通常、小さな木製のベッドとわずかに詰め物をした長いすがあった。ドムスが発展するにつれて、タブリーヌムは書斎としての役割を果たすようになっていった。他の寝室には通常、ベッドだけがあった。トリクリニウムにはテーブルを取り囲んで3つの長いすがあった。トリクリニウムと主寝室はほぼ同じ広さだった。書斎は通路としても使われていた。家の主人が銀行家や商人の場合、書斎に置くべきものが多いので、書斎を大きくする傾向があった。ローマの住居は1つの軸に沿っているので、訪問者が玄関ホールに入ると、入り口からアトリウム、タブリーヌム、ペリスタイルと見通すことができた。

### 内部の建築要素

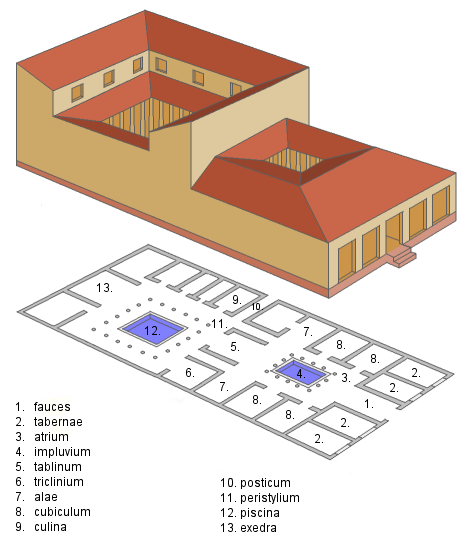
典型的なドムスの構造

玄関ホール (Vestibulum, Fauces) - 図の1番
vestibulum はローマのドムスの玄関ホール。大きめのドムスでしか見られないが、ドムスの表通りに面した部分には店舗や貸し部屋があり、その間に入り口のドアがあった。vestibulum は一般にそれらのスペースの奥行きのぶんだけあった。これによって表通りと住居の主要部分を引き離すという保安上の効果があった。
fauces は vestibulum と機能や構造が似ているが、より細長い形状である。
アトリウム (Atrium) - 図の3番
住居の最重要部であり、ここで客や部下と応対した。広く見せるためほとんど物を置かず、少なくとも一部は屋根の高いポルチコで囲まれていた。中央には四角い天窓があって、そこから雨水が入ってくるようになっていた。その天窓の真下にインプルウィウムがある。
インプルウィウム (Impluvium) - 図の4番
アトリウムの中央にある雨水を溜めるための浅いプール。大理石張りであることが多く、周りの床にはモザイクが施されていた。
タブリーヌム (Tablinum) - 図の5番
アトリウムとペリスタイルの間にあった。家の主人のオフィスのようなものであり、顧客と応対する場所だった。主人はここから住居全体を見渡すことができた。
トリクリニウム (Triclinium) - 図の6番
ローマの住居のダイニングルーム。長いすに横たわって食べるという独特の習慣があった。中央に低いテーブルがあり、3方を長いすが取り囲んでいた。
小部屋 (Alae) - 図の7番
寝室 (Cubiculum) - 図の8番
台所 (Culina) - 図の9番
ローマの住居の台所。暗く、煙突がないため煙が充満していた。台所で食事を作るのは奴隷の役目だった。
後室 (Posticum) - 図の10番

## 外観

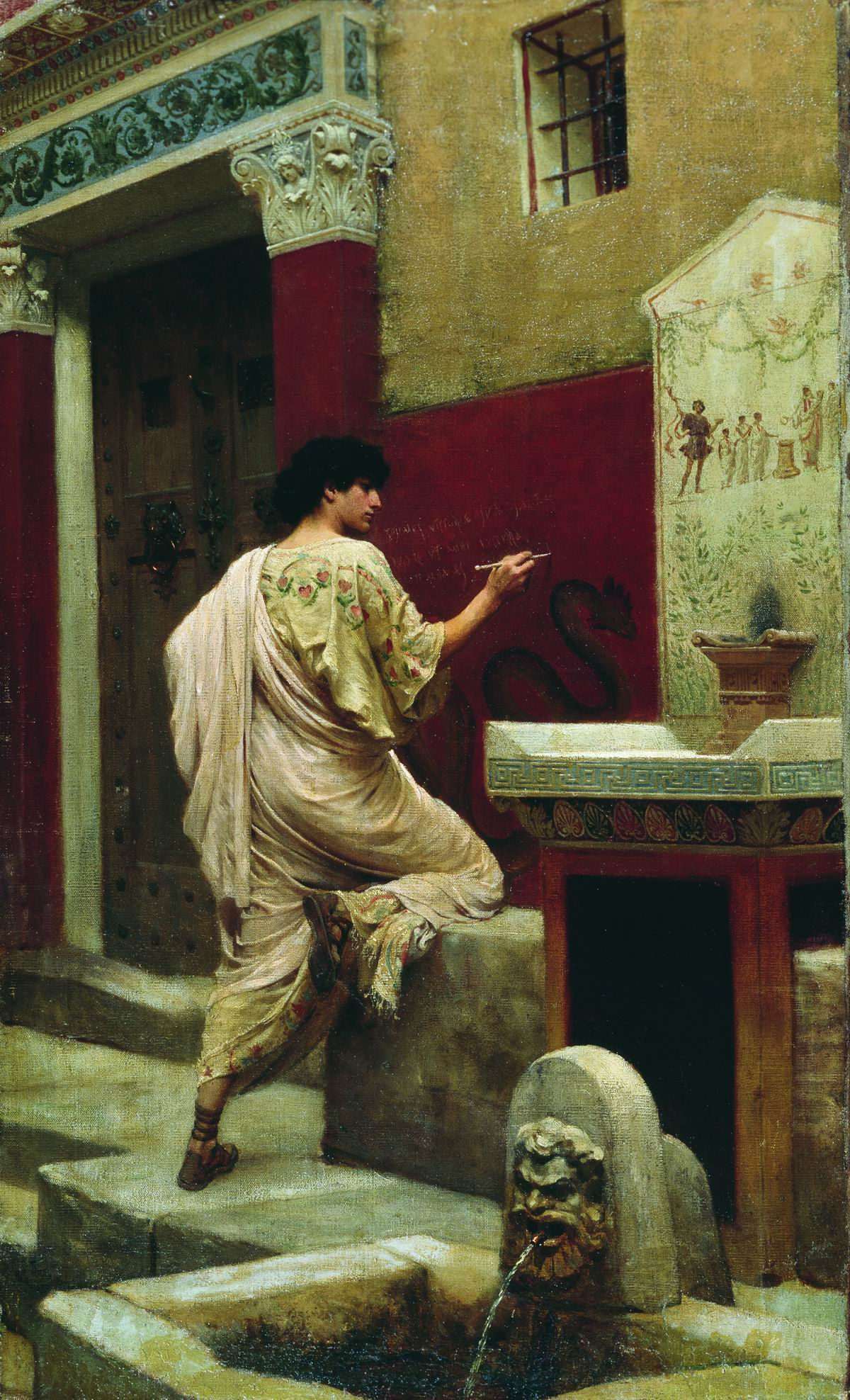
ドムスの玄関前

住居の前半分の中心にアトリウムがあるように、後ろ半分の中央はペリスタイルで囲まれていた。ペリスタイルで囲まれた中庭を peristylium と呼び、これが中世の回廊のモデルとなった。ペリスタイルの周囲には、浴室、台所、夏用のトリクリニウムが並んでいた。台所は狭く、薪ストーブ付きの小さな石のカウンターがあった。裕福な家の場合、料理を奴隷にさせていて、その奴隷は一日中台所で働いていた。夏の暑い時期には、夏用のトリクリニウムで食事をし、暑さをしのいだ。採光は主にアトリウムの天窓 (compluvium) と屋根のない中庭 (peristylium)に頼っていた。
奴隷や女性には特に明確に部屋が割り当てられていなかった。奴隷は主人ドアの前で眠った。女性は、男性が出かけるとアトリウムや他のスペースで作業をした。また、個人的な部屋とそれ以外の部屋の明確な区別がなく、どのような部屋でも客のために即座に空けることができた。

### 外観の建築要素
玄関 (Ostium) - 図の1番の外
店舗 (Tabernae) - 図の2番
アトリウムの天窓 (Compluvium) - 図の4番の上の開口部
インプルウィウムに雨水を溜めるためのアトリウムの屋根にある開口部。一般に内側に傾斜しているが、屋根の傾斜は逆である。
ペリスタイル (Peristyle) - 図の11番
浴泉 (Piscina) - 図の12番
エクセドラ (Exedra) - 図の13番

## 考古学
ローマのドムスに関する知識の大部分は、ポンペイとヘルクラネウムの発掘で得られたものである。ローマ市内でも古代の住居が発掘されたことがあるが、それらはオリジナルの構造をとどめておらず、基礎部分だけだったり、教会や他の公共建築に改造されていた。ローマのドムスの中でも特に有名なのは、リウィア・ドルシッラとアウグストゥスのドムスである。その本来の構造はほとんど残っておらず、広大な敷地の多層部分の一部だけが残存していた。ただし、リウィアとアウグストゥスのドムスはローマの最高権力者の住居であり、一般的なドムスの例と見ることはできない。ポンペイの場合は2000年前のローマ人の住居がそっくりそのまま残っている。
ポンペイのドムスの部屋には4種類の壁画が描かれていた。第1のスタイルでは、切石積みを模倣した塗装がなされていた。第2のスタイルでは公共建築を描いており、第3のスタイルは神秘的な生き物を描いている。第4のスタイルは第2と第3のスタイルを組合せである。⇒ ポンペイの壁画の様式